# Asthenactis
Asthenactis is een geslacht van zeesterren uit de familie Myxasteridae.

## Soorten
- Asthenactis australis McKnight, 2006
- Asthenactis fisheri Alton, 1966
- Asthenactis papyraceus Fisher, 1906